# Општина Уимангиљо (Табаско)
Уимангиљо (шп. Huimanguillo) општина је у Мексику у савезној држави Табаско. Општина се налази на надморској висини од 25 м.

## Становништво
Према подацима из 2010. у општини је живело 179285 становника.

### Хронологија
| Година       | 2000                   | 2005                   | 2010                   |
| ------------ | ---------------------- | ---------------------- | ---------------------- |
| Становништво | 158573 (78973 / 79600) | 163462 (80371 / 83091) | 179285 (88749 / 90536) |

### Попис
| \| \| м \| \| \| ж \| \| 0—2 \| 5.888 \| \| \| 5.647 \| \| 3—5 \| 6.123 \| \| \| 5.986 \| \| 6—11 \| 12.770 \| \| \| 12.395 \| \| 12—14 \| 6.301 \| \| \| 6.165 \| \| 15—17 \| 6.355 \| \| \| 6.107 \| \| 18—24 \| 11.651 \| \| \| 12.199 \| \| 60+ \| 6.701 \| \| \| 6.267 \| \| Просек : \| 26,5 \| \| \| 27,0 \| |        |  |  |        |
| |        |  |  |        |
| | м      |  |  | ж      |
| 0—2 | 5.888  |  |  | 5.647  |
| 3—5 | 6.123  |  |  | 5.986  |
| 6—11 | 12.770 |  |  | 12.395 |
| 12—14 | 6.301  |  |  | 6.165  |
| 15—17 | 6.355  |  |  | 6.107  |
| 18—24 | 11.651 |  |  | 12.199 |
| 60+ | 6.701  |  |  | 6.267  |
| Просек : | 26,5   |  |  | 27,0   |

| #   | Индикатор                                                                                        | Вредност |
| --- | ------------------------------------------------------------------------------------------------ | -------- |
| 1   | Становништво од 0 до 2 године                                                                    | 11535    |
| 2   | Мушко становништво од 0 до 2 године                                                              | 5888     |
| 3   | Женско становништво од 0 до 2 године                                                             | 5647     |
| 4   | Становништво са 3 и више година                                                                  | 167447   |
| 5   | Мушко становништво са 3 и више година                                                            | 82691    |
| 6   | Женско становништво са 3 и више година                                                           | 84756    |
| 7   | Становништво са 5 и више година                                                                  | 159277   |
| 8   | Мушко становништво са 5 и више година                                                            | 78570    |
| 9   | Женско становништво са 5 и више година                                                           | 80707    |
| 10  | Становништво са 12 и више година                                                                 | 130173   |
| 11  | Мушко становништво са 12 и више година                                                           | 63798    |
| 12  | Женско становништво са 12 и више година                                                          | 66375    |
| 13  | Становништво са 15 и више година                                                                 | 117707   |
| 14  | Мушко становништво са 15 и више година                                                           | 57497    |
| 15  | Женско становништво са 15 и више година                                                          | 60210    |
| 16  | Становништво са 18 и више година                                                                 | 105245   |
| 17  | Мушко становништво са 18 и више година                                                           | 51142    |
| 18  | Женско становништво са 18 и више година                                                          | 54103    |
| 19  | Становништво од 3 до 5 година                                                                    | 12109    |
| 20  | Мушко становништво од 3 до 5 година                                                              | 6123     |
| 21  | Женско становништво од 3 до 5 година                                                             | 5986     |
| 22  | Становништво од 6 до 11 година                                                                   | 25165    |
| 23  | Мушко становништво од 6 до 11 година                                                             | 12770    |
| 24  | Женско становништво од 6 до 11 година                                                            | 12395    |
| 25  | Становништво од 8 до 14 година                                                                   | 29507    |
| 26  | Мушко становништво од 8 до 14 година                                                             | 14926    |
| 27  | Женско становништво од 8 до 14 година                                                            | 14581    |
| 28  | Становништво од 12 до 14 година                                                                  | 12466    |
| 29  | Мушко становништво од 12 до 14 година                                                            | 6301     |
| 30  | Женско становништво од 12 до 14 година                                                           | 6165     |
| 31  | Становништво од 15 до 17 година                                                                  | 12462    |
| 32  | Мушко становништво од 15 до 17 година                                                            | 6355     |
| 33  | Женско становништво од 15 до 17 година                                                           | 6107     |
| 34  | Становништво од 18 до 24 године                                                                  | 23850    |
| 35  | Мушко становништво од 18 до 24 године                                                            | 11651    |
| 36  | Женско становништво од 18 до 24 године                                                           | 12199    |
| 37  | Женско становништво од 15 до 49 година                                                           | 47927    |
| 38  | Становништво са 60 и више година                                                                 | 12968    |
| 39  | Мушко становништво са 60 и више година                                                           | 6701     |
| 40  | Женско становништво са 60 и више година                                                          | 6267     |
| 41  | Однос између мушкараца и жена                                                                    | 98.03    |
| 42  | Становништво од нуле до 14 година                                                                | 61275    |
| 43  | Становништво од 15 до 64 године                                                                  | 108609   |
| 44  | Становништво од 65 година и више                                                                 | 9098     |
| 45  | Просечан број деце                                                                               | 2.76     |
| 46  | Становништво рођено у ентитету                                                                   | 161525   |
| 47  | Мушко становништво рођено у ентитету                                                             | 79720    |
| 48  | Женско становништво рођено у ентитету                                                            | 81805    |
| 49  | Становништво рођено у другом ентитету                                                            | 16699    |
| 50  | Мушко становништво рођено у другом ентитету                                                      | 8471     |
| 51  | Женско становништво рођено у другом ентитету                                                     | 8228     |
| 52  | Становништво од 5 година и више резидентно у ентитету у јуну 2005. године                        | 153988   |
| 53  | Мушко становништво старосног доба од 5 година и више, резидентно у ентитету у јуну 2005. године  | 75682    |
| 54  | Женско становништво старосног доба од 5 и више година, резидентно у ентитету у јуну 2005. године | 78306    |
| 55  | Становништво од 5 година и више које је живело у другом ентитету у јуну 2005. године             | 3527     |
| 56  | Мушко становништво старије од 5 година које је живело у другом ентитету у јуну 2005. године      | 1821     |
| 57  | Женско становништво старије од 5 година које је живело у другом ентитету у јуну 2005. године     | 1706     |
| 58  | Становништво од 3 године и више које говори аутохтони језик                                      | 687      |
| 59  | Мушко становништво старо 3 године и више које говори аутохтони језик                             | 380      |
| 60  | Женско становништво старо 3 године и више које говори аутохтони језик                            | 307      |
| 61  | Становништво од 3 године и више које говори аутохтони језик и не говори шпански језик            | 13       |
| 62  | Мушко становништво старо 3 године и више које говори аутохтони језик и не говори шпански         | 5        |
| 63  | Женско становништво старо 3 године и више које говори аутохтони језик и не говори шпански језик  | 8        |
| 64  | Становништво старо 3 године и више које говори аутохтони језик и шпански                         | 499      |
| 65  | Мушко становништво старо 3 године и више које говори аутохтони језик и шпански                   | 278      |
| 66  | Женско становништво старо 3 године и више које говори аутохтони језик и шпански                  | 221      |
| 67  | Становништво од 5 година и више које говори аутохтони језик                                      | 669      |
| 68  | Становништво од 5 година и више које говори аутохтони језик и не говори шпански језик            | 11       |
| 69  | Становништво од 5 година и више које говори аутохтони језик и говори шпански језик               | 493      |
| 70  | Становништво у домородачким домаћинствима                                                        | 1799     |
| 71  | Становништво са ограничењима у активностима                                                      | 7461     |
| 72  | Становништво са ограниченим ходањем или кретањем, горе или доле                                  | 3594     |
| 73  | Становници са ограничењима вида, чак и уз кориштење сочива                                       | 2437     |
| 74  | Становништво са ограничењима говора, комуникације или конверзације                               | 823      |
| 75  | Становништво са ограниченим слухом                                                               | 659      |
| 76  | Становништво са ограничењима при одевању, купању или јелу                                        | 354      |
| 77  | Становништво са ограничењима у опажању или учењу једноставних ствари                             | 366      |
| 78  | Становништво са менталним ограничењима                                                           | 926      |
| 79  | Становништво без ограничења активности                                                           | 169937   |
| 80  | Становништво од 3 до 5 година које не похађа школу                                               | 5916     |
| 81  | Мушко становништво од 3 до 5 година које не похађа школу                                         | 3008     |
| 82  | Женско становништво од 3 до 5 година које не похађа школу                                        | 2908     |
| 83  | Становништво од 6 до 11 година које не похађа школу                                              | 1057     |
| 84  | Мушко становништво од 6 до 11 година које не похађа школу                                        | 565      |
| 85  | Женско становништво од 6 до 11 година које не похађа школу                                       | 492      |
| 86  | Становништво од 12 до 14 година које не похађа школу                                             | 1280     |
| 87  | Мушко становништво од 12 до 14 година које не похађа школу                                       | 622      |
| 88  | Женско становништво од 12 до 14 година које не похађа школу                                      | 658      |
| 89  | Становништво од 15 до 17 година похађа школу                                                     | 7915     |
| 90  | Мушко становништво од 15 до 17 година похађа школу                                               | 4168     |
| 91  | Женско становништво између 15 и 17 година живота у школи                                         | 3747     |
| 92  | Становништво од 18 до 24 године похађа школу                                                     | 4926     |
| 93  | Мушко становништво од 18 до 24 године похађа школу                                               | 2564     |
| 94  | Женско становништво од 18 до 24 године похађа школу                                              | 2362     |
| 95  | Становништво од 8 до 14 година које не може да чита и пише                                       | 1688     |
| 96  | Мушко становништво старосног доба од 8 до 14 година које не може да чита и пише                  | 998      |
| 97  | Женско становништво старосног доби од 8 до 14 година које не може да чита и пише                 | 690      |
| 98  | Становништво од 15 година и више које је неписмено                                               | 11589    |
| 99  | Мушко становништво од 15 година и више које је неписмено                                         | 4500     |
| 100 | Женско становништво од 15 година и више које је неписмено                                        | 7089     |
| 101 | Становништво старо 15 и више година без школовања                                                | 11928    |
| 102 | Мушко становништво старо 15 и више година без школовања                                          | 4901     |
| 103 | Женско становништво старо 15 и више година без школовања                                         | 7027     |
| 104 | Становништво старосног доба 15 и више година са непотпуним основним образовањем                  | 23167    |
| 105 | Мушко становништво старосног доба од 15 година и више са непотпуном основним образовањем         | 11433    |
| 106 | Женско становништво старосног доба 15 и више година са непотпуном основним образовањем           | 11734    |
| 107 | Становништво старо 15 и више година са комплетним основним образовањем                           | 18535    |
| 108 | Мушко становништво старо 15 година и више са комплетним основним образовањем                     | 8549     |
| 109 | Женско становништво старо 15 и више година са комплетним основним образовањем                    | 9986     |
| 110 | Становништво старосног доба 15 и више година са непотпуним средњим образовањем                   | 6423     |
| 111 | Мушко становништво старосног доба од 15 година и више са непотпуним средњим образовањем          | 3431     |
| 112 | Женско становништво старосног доба од 15 година и више са непотпуним средњим образовањем         | 2992     |
| 113 | Становништво старо 15 и више година са пуним секундарном образовањем                             | 29037    |
| 114 | Мушко становништво старосног доба од 15 година и више са пуним секундарном образовањем           | 14459    |
| 115 | Женско становништво старосног доба од 15 година и више са пуним секундарном образовањем          | 14578    |
| 116 | Становништво старије од 18 година са постосновним образовањем                                    | 24610    |
| 117 | Мушко становништво старије од 18 година са постосновним образовањем                              | 12814    |
| 118 | Женско становништво старије од 18 година са постосновним образовањем                             | 11796    |
| 119 | Просечна оцена школовања                                                                         | 7.21     |
| 120 | Просечан ниво образовања мушке популације                                                        | 7.42     |
| 121 | Просечан ниво образовања женског становништва                                                    | 7.01     |
| 122 | Економски активно становништво                                                                   | 58098    |
| 123 | Економски активна мушка популација                                                               | 47607    |
| 124 | Економски активна женска популација                                                              | 10491    |
| 125 | Становништво које није економски активно                                                         | 71256    |
| 126 | Мушко становништво које није економски активно                                                   | 15691    |
| 127 | Женско становништво које није економски активно                                                  | 55565    |
| 128 | Запослено становништво                                                                           | 55168    |
| 129 | Запослено мушко становништво                                                                     | 44993    |
| 130 | Запослено женско становништво                                                                    | 10175    |
| 131 | Незапослена популација                                                                           | 2930     |
| 132 | Незапослена мушка популација                                                                     | 2614     |
| 133 | Незапослена женска популација                                                                    | 316      |
| 134 | Становништво без права на здравствене услуге                                                     | 48603    |
| 135 | Становништво које има право на здравствене услуге                                                | 130025   |
| 136 | Становништво које има право на ИМСС                                                              | 17211    |
| 137 | Становништво које има право на социјално осигурање                                               | 4796     |
| 138 | Становништво које има право на државно социјално осигурање                                       | 3654     |
| 139 | Становништво које има право на опште осигурање или здравствено осигурање за нову генерацију      | 98676    |
| 140 | Становништво које је било једном или није било у браку током 12 година и више                    | 44714    |
| 141 | Венчано или уједињено становништво од 12 година и више                                           | 73215    |
| 142 | Становништво које је било у браку или уједињено 12 година и више                                 | 12000    |
| 143 | Становништво са католичком религијом                                                             | 91315    |
| 144 | Протестанти, еванђелисти и библијски следбеници различити од еванђелиста                         | 54111    |
| 145 | Становништво са другим религијама различитим од претходних                                       | 122      |
| 146 | Становништво без религије                                                                        | 31406    |
| 147 | Укупно пописаних домаћинства                                                                     | 42459    |
| 148 | Пописна домаћинства на челу са мушкарцима                                                        | 33108    |
| 149 | Пописна домаћинства на челу са женама                                                            | 9351     |
| 150 | Становништво у пописним домаћинствима                                                            | 178709   |
| 151 | Становништво у пописним домаћинствима на челу са мушкарцима                                      | 144638   |
| 152 | Становништво у пописним домаћинствима на челу са женама                                          | 34071    |
| 153 | Укупно домаћинстава                                                                              | 48006    |
| 154 | Укупно насељених домаћинстава                                                                    | 42530    |
| 155 | Укупно приватних кућа                                                                            | 47935    |
| 156 | Насељени приватни домови                                                                         | 42459    |
| 157 | Укупно насељених приватних кућа                                                                  | 42527    |
| 158 | Ненасељене приватне куће                                                                         | 4320     |
| 159 | Појединачна домаћинства за привремену употребу                                                   | 1156     |
| 160 | Становници у насељеним приватним кућама                                                          | 178709   |
| 161 | Насељеност станара у приватним становима                                                         | 4.21     |
| 162 | Просечно становника по соби у приватним насељеним домаћинствима                                  | 1.27     |
| 163 | Појединачна домаћинства са подовима од различитих материјала од земље                            | 39228    |
| 164 | Појединачна домаћинства у приземљу                                                               | 2951     |
| 165 | Појединачна домаћинства са једном спаваћом собом                                                 | 18130    |
| 166 | Појединачна домаћинства са две спаваће собе и више                                               | 24129    |
| 167 | Појединачна домаћинства са једним собом                                                          | 5210     |
| 168 | Појединачна домаћинства са две собе                                                              | 6781     |
| 169 | Појединачна домаћинства са 3 собе и више                                                         | 30215    |
| 170 | Појединачна домаћинства која имају електрично светло                                             | 40926    |
| 171 | Појединачна домаћинства која немају електрично светло                                            | 1338     |
| 172 | Појединачна домаћинства која имају водоводну воду у стамбеном простору                           | 15767    |
| 173 | Појединачна домаћинства која немају водоводну воду у стамбеном простору                          | 26435    |
| 174 | Појединачна домаћинства која имају тоалет                                                        | 39770    |
| 175 | Појединачна домаћинства која имају канализацију                                                  | 39370    |
| 176 | Појединачна домаћинства која немају канализацију                                                 | 2761     |
| 177 | Појединачна домаћинства која имају електрично светло, довод воде из јавне мреже и канализацију   | 15207    |
| 178 | Појединачна домаћинства без икаквих услова                                                       | 2438     |
| 179 | Појединачна домаћинства која имају радио                                                         | 23412    |
| 180 | Појединачна домаћинства која имају телевизор                                                     | 35788    |
| 181 | Појединачна домаћинства која имају фрижидер                                                      | 31210    |
| 182 | Појединачна домаћинства која имају машину за веш                                                 | 25521    |
| 183 | Појединачна домаћинства која имају аутомобил или комби                                           | 8605     |
| 184 | Појединачна домаћинства која имају рачунар                                                       | 4575     |
| 185 | Појединачна домаћинства која имају фиксну телефонску линију                                      | 5867     |
| 186 | Појединачна домаћинства која имају мобилни телефон                                               | 23042    |
| 187 | Појединачна домаћинства која имају приступ интернету                                             | 1690     |